# アレクサンドリンスキー劇場
アレクサンドリンスキー劇場（アレクサンドリンスキーげきじょう）とは、1832年に創立されたサンクトペテルブルクの劇場である。現代ではプーシキン記念ドラマ劇場として存在する。1896年にチェーホフのかもめを上演し失敗に終わった劇場でもある。

## 概要
サンクトペテルブルクはピョートル1世がつくりモスクワから遷都を行った（1917年革命以降にモスクワが再び首都に）。
そして1756年、エリザベータ・ペトロヴナ女帝が勅令を出し、ロシア初の国立プロ劇場が出来た（ヤロスラヴリ市でフョードル・ヴォルコフ〈1729年生〉が設立した劇団が公演、大成功。そこでヴォルコフをサンクトペテルブルクに招き「喜劇および悲劇上演のためのロシア劇場」設立とそのための融資に関する勅令を出した）。これが1832年にアレクサンドリンスキー劇場になったため起源であると言える。当初は劇場長としてアレクサンドル・スマローコフ、俳優にはヴォルコフ兄弟、ドミトリエフスキー、ポポフなどがいた。
19世紀後半のアレクサンドリンスキー劇場にはダヴィドフ、ヴァルラーモフ、ダルマトフ、コミサルジェフスカヤなどの名優がいた。カチャーロフはよくこの劇場に通った。
ソヴィエト政府は1921年1月　代表的劇場にアカデミー劇場の名称を与え教育人民委員部の直接管理下においたがアレクサンドリンスキー劇場もその一つとなった。
2003年からワレリー・フォーキンが芸術監督（モスクワのメイエルホリド記念センターの創設者のひとり）となった。またそれまでは廃れていた。